# Parc de conservation d'Ahuriri
Le parc de conservation d'Ahuriri (Hale Conservation Park), est une zone protégée d'une superficie de 479,13 km2 comprenant des prairies en touffes , des forêts et des habitats fluviaux, située dans les plaines de Canterbury, de l'île du Sud , en Nouvelle-Zélande, et centrée autour du cours supérieur de la rivière Ahuriri ,.

## Historique
Le parc a été créé en 2005 et comprend la ferme à bail de Birchwood Station que le gouvernement néo-zélandais a rachetée pour 10 millions de dollars néo-zélandais en 2004. Il contenait de vastes zones humides qui étaient restées en grande partie sous-développées. Birchwood Station a poursuivi ses activités agricoles normales jusqu'à la fin du bail en 2010.
La route menant à l'ancienne ferme de Birchwood Station a cessé d'être régulièrement entretenue par le conseil de district de Waitaki en 2011.
En 2014, l'écologiste Peter Espie a signalé une diminution des espèces de plantes indigènes dans le parc et a suggéré d'introduire une gestion du pâturage.
Des parties du film Disney 2020 Mulan ont été tournées dans la vallée d'Ahuriri près du parc de conservation, y compris les scènes du camp d'entraînement et certaines scènes de bataille.

## Description
Le parc comprend des sentiers et des refuges,,. Les montagnes, les forêts, les terres de buttes et les vallées fluviales sont utilisées pour, le kayak de pêche, l'équitation et la chasse. Les falaises d'argile d'Omarama, également connues sous le nom de falaises d'argile de la rivière Ahuriri, ou encore celui des falaises d'argile de l'escarpement de faille érodé de  Waitaki valley sont un site apprécié des touristes et des randonneurs. Omarama est le nom Mâori signifiant « endroit lumineux » à cause des ciels exceptionnellement clairs de la région. Les falaises sont situées près de la rive nord de la rivière Ahuriri, à environ 10 km à l'ouest de la commune d'Omarama.
Le parc et la station voisine Ben Avon constituent une réserve de ciel étoilé (DSP) c'est-à-dire une zone, entourant un parc ou un observatoire, qui limite la pollution lumineuse artificielle. Le but du mouvement du ciel étoilé est généralement de promouvoir l' astronomie. Le parc de conservation de Ahuriri est limitrophe de l'Aoraki/Mont Cook, classé depuis 1953 au sein du parc national Aoraki/Mount Cook, figurant sur la liste du patrimoine mondial de l'UNESCO. 
La ville est desservie par la ville touristique d'Omarama,.